# Архиепархия Пуэнт-Нуара
Архиепархия Пуэнт-Нуара (лат. Archidioecesis Nigrirostrensis) — архиепархия Римско-Католической церкви c центром в городе Пуэнт-Нуар, Республика Конго. Архиепархия Пуэнт-Нуара распространяет свою юрисдикцию на территорию департаментов Куилу и Пуэнт-Нуар. В митрополию Пуэнт-Нуара входят епархии Долизи и Нкайи.  Кафедральным собором епархии Пуэнт-Нуара является церковь Пресвятой Девы Марии.

## История
14 октября 1890 года Римский папа Лев XIII издал буллу «Ob nimiam», которой учредил апостольский викариат Нижнего Французского Конго после разделения апостольского викариата Французского Конго (сегодня — архиепархия Браззавиля).
22 апреля 1907 года апостольский викариат Нижнего Французского Конго был переименован в апостольский викариат Лоанго, а 20 января 1949 года он снова изменил своё название на апостольский викариат Пуэнт-Нуара.
14 сентября 1955 года Римский папа Пий XII издал буллу «Dum tantis», которой возвёл апостольский викариат Пуэнт-Нуара в ранг епархии.
30 мая 2020 года епархия Пуэнт-Нуара был возведена в ранг митрополии.

## Ординарии епархии
- епископ Antoine-Marie-Hippolyte Carrie, C.S.Sp.[3] (14.10.1890 — 1903);
- епископ Louis-Jean-Joseph Derouet, C.S.Sp. (2.01.1907 — 4.03.1914);
- епископ Léon-Charles-Joseph Girod, C.S.Sp. (13.01.1915 — 13.12.1919);
- епископ Henri Friteau, C.S.Sp. (22.03.1922 — 4.04.1946);
- епископ Jean-Baptiste Fauret, C.S.Sp. (13.02.1947 — 5.06.1975);
- епископ Godefroy-Emile Mpwati (5.06.1975 — 1.09.1988);
- епископ Georges-Firmin Singha (1.09.1988 — 18.08.1993);
- епископ Jean-Claude Makaya Loembe (19.12.1994 — 31.03.2011);
- архиепископ Miguel Angel Olaverri Arroniz, S.D.B. (22.02.2013 — 6.01.2024, в отставке);
- архиепископ Abel Liluala (6.01.2024 — по настоящее время).

## Источник
- Annuario Pontificio, Libreria Editrice Vaticana, Città del Vaticano, 2003, ISBN 88-209-7422-3
- Булла Dum tantis Архивная копия от 27 марта 2010 на Wayback Machine, AAS 48 (1956), стр. 113  (лат.)